# I. Luciusz pápa
I. Szent Luciusz (latinul: Lucius), (kb. 205 – 254. március 5.) nyolc hónapig töltötte be egyházfői tisztségét, 253. június 25. és halála között. Ő volt a keresztény egyház 22. vezetője.

## Élete
Elődjét, Cornelius pápát Trebonianus Gallus császár idején száműzték Centumcellaebe, és felszentelése után a császári hatalom Luciust is erre kényszerítette. 253-ban lépett trónra Valerianus császár, aki engedékenyebb volt elődjénél, így Luciust is szabadon engedte.
Cyprianus szerint Lucius kötött egy írásbeli megállapodást Corneliusszal arról, hogy a bűnbocsánat kérdésében nem engednek a novatianusoknak. Ennek megfelelően is cselekedett, hiszen amikor visszatért száműzetéséből megbocsátott azoknak, akik Decius császár idején a keresztényüldözések miatt megtagadták hitüket. Ezzel szembekerült az ellenpápa Novatinusszal. A vitákban azonban nem tudott elmélyedni, hiszen újabb üldözések törtek ki, és Valerianus ezúttal nem kímélte meg Lucius életét. Vértanúságát március 4-én ünneplik. A Calixtus-katakomba földjébe temették el, ahol sírfelirata még mindig látható. A történelem folyamán földi maradványait átvitték a trasteverei Szent Cecília-templomba, Szent Cecília relikviáival együtt.
Fejét egy ereklyetartóba helyezték, és a dán főváros, Koppenhága Szent Ansgar-katedrálisába szállították. 1100 körül a relikvia átkerült Roskildébe, miután Luciust a dán Sjælland védőszentjének avatták. Egyébként a pápa Koppenhága védőszentje is.

## Művei
- Documenta Catholica Omnia (latin nyelven). [2017. március 18-i dátummal az eredetiből archiválva]. (Hozzáférés: 2011. december 6.)